# 皮拉门

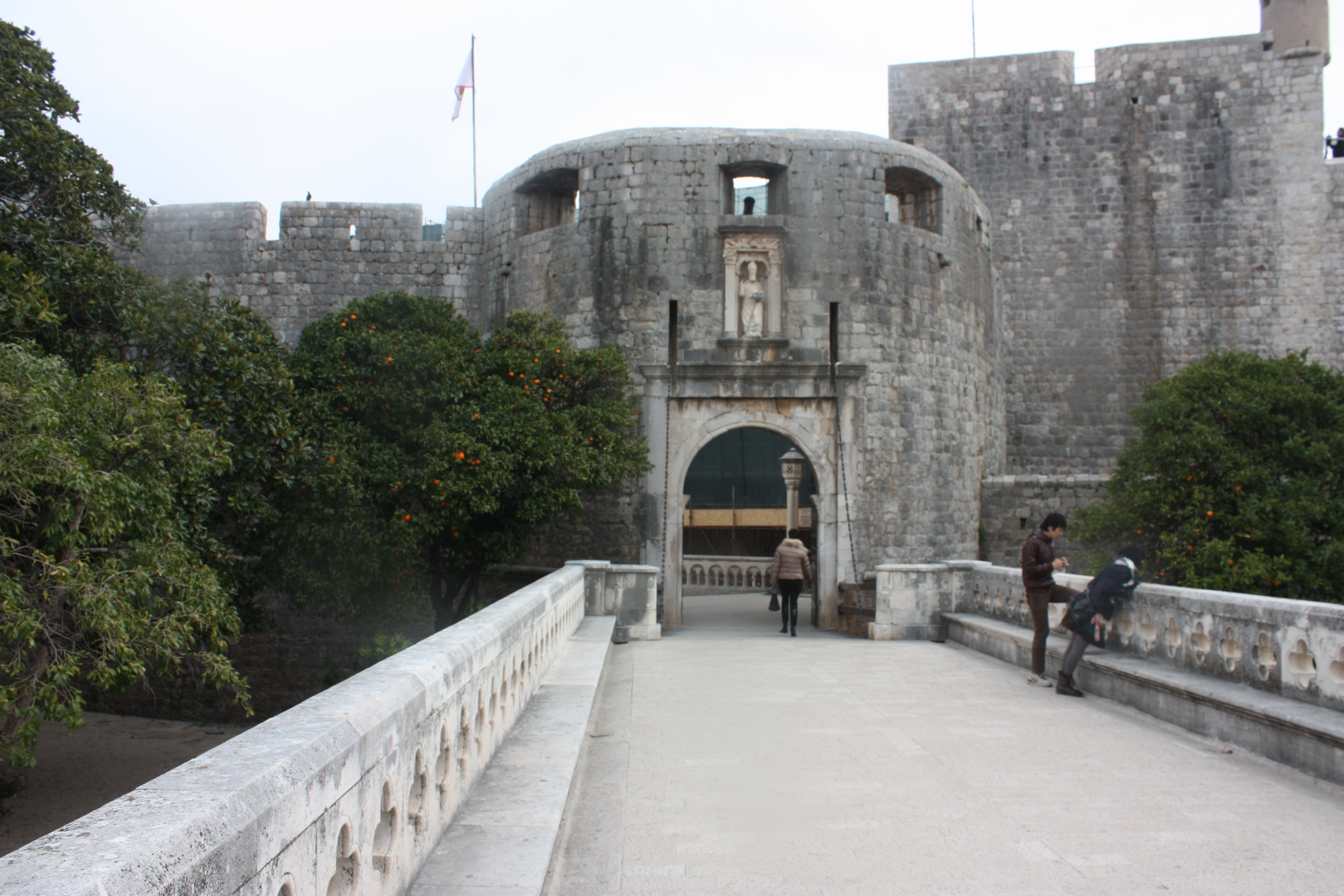

皮拉门（Vrata od Pila）是杜布罗夫尼克城墙的西门，位于杜布罗夫尼克的皮拉区（Pile）。传统上，这是进城遇到的第一个建筑物。

## 历史
外门建于1573年，文艺复兴风格，呈半圆形堡垒状，上有圣伯拉削的雕像。门前石桥建于1471年，拉古萨共和国时期。
皮拉的内门建在主城墙上,哥特式风格,建于1460年。位于13世纪旧门遗址上，圣伯拉削像由20世纪克罗地亚艺术家伊万·梅特罗维奇（Ivan Meštrović）雕刻。
城市西部郊区的一大部分称为皮拉（Pile），这个词起源于希腊语，翻译成克罗地亚语意为“门”。 